# Paul Olawoore
Paul Adegboyega Olawoore (ur. 30 listopada 1961 w Ikuri, zm. 1 stycznia 2022) – nigeryjski duchowny katolicki, biskup Ilorin od 2019.

## Życiorys

### Prezbiterat
Święcenia kapłańskie przyjął 3 października 1992 i został inkardynowany do diecezji Oyo. Pracował głównie jako duszpasterz parafialny, pełnił także funkcje m.in. wikariusza sądowego i dyrektora szkoły w Ogbomoso.

### Episkopat
4 kwietnia 2018 papież Franciszek mianował go biskupem koadiutorem Ilorin. Sakry udzielił mu 13 lipca 2018 biskup Ayo-Maria Atoyebi. Rządy w diecezji objął 11 czerwca 2019, po przejściu na emeryturę poprzednika.
Zmarł 1 stycznia 2022.